# Casper Nielsen
Casper Nielsen, né le 29 avril 1994 à Esbjerg au Danemark, est un footballeur danois qui joue au poste de milieu offensif au Standard de Liège.

## Biographie

### Esbjerg fB
Né à Esbjerg au Danemark, Casper Nielsen est formé par le club local de l'Esbjerg fB. Il fait ses débuts en professionnel avec ce club, jouant son premier match le 28 novembre 2012, lors d'une rencontre de coupe du Danemark face au Lyngby BK. Il entre en jeu à la place de Jakob Ankersen et son équipe l'emporte par deux buts à un ce jour-là.
Il découvre la coupe d'Europe en jouant son premier match de Ligue Europa le 28 novembre 2013 face au Standard de Liège. Il entre en jeu à la place de Emil Lyng lors de cette rencontre remportée par son équipe par deux buts à un.
Nielsen inscrit son premier but en professionnel le 7 mai 2014, à l'occasion d'une rencontre de championnat contre SønderjyskE. Alors que les deux équipes sont à égalités, il reprend de volée un ballon mal dégagé par la défense, d'une frappe lointaine qui termine sa course en pleine lucarne du gardien adverse (2-1 pour Esbjerg score final),.

### Odense BK
Le 18 janvier 2017, lors du mercato hivernal, Casper Nielsen s'engage en faveur de l'Odense BK. Il signe un contrat courant jusqu'en juin 2020.

### Union Saint-Gilloise
Le 4 juillet 2019, Casper Nielsen s'engage en faveur de l'Union Saint-Gilloise.
Le 31 octobre 2020, Nielsen réalise son premier doublé pour le club, lors d'une rencontre de championnat face au KVC Westerlo. Titulaire, il délivre également une passe décisive pour Dante Vanzeir en plus de ses deux buts, et participe à la victoire de son équipe par quatre buts à un.
Avec cette équipe, il est sacré champion de deuxième division belge lors de la saison 2020-2021.
Le 5 juillet 2021, Nielsen prolonge avec l'Union Saint-Gilloise, signant un contrat courant jusqu'en juin 2024.
Nielsen découvre alors la première division belge, jouant son premier match dans cette compétition le 25 juillet 2021, lors de la première journée de la saison 2021-2022 face au RSC Anderlecht. Il est titularisé et son équipe s'impose par trois buts à un. Il contribue à créer la sensation dans l'élite, le club promu se positionnant en tête du championnat jusqu'à la trêve, et le milieu de terrain danois attise alors les convoitises. Mais il affirme son désir de rester au club.

### Club Bruges KV
Le 18 juillet 2022, Casper Nielsen rejoint le Club Bruges KV. Il signe un contrat courant jusqu'en juin 2026,.
Nielsen inscrit son premier but pour Bruges le 14 août 2022, lors d'une rencontre de championnat face au Oud-Heverlee Louvain. Titulaire, il ouvre le score et participe à la victoire de son équipe par trois buts à zéro. Lors du championnat de Belgique 2024-2025, il est moins souvent utilisé par son entraineur Nicky Hayen.

### Standard de Liège
Le 2 juillet 2025, il rejoint le Standard de Liège, à la suite d'un transfert estimé à 1 million d'euros.

### En sélection
Nielsen joue son premier match avec l'équipe du Danemark espoirs le 3 septembre 2015. Titulaire, il se fait remarquer à cette occasion en marquant son premier but avec cette sélection, mais son équipe est battue par deux buts à un.
Il participe aux Jeux olympiques d'été de 2016 organisés au Brésil.
En mars 2022, Casper Nielsen est récompensé de ses prestations avec l'Union Saint-Gilloise en étant convoqué pour la première fois avec l'équipe nationale du Danemark par le sélectionneur Kasper Hjulmand. Il est également retenu en raison du forfait de dernière minute de Christian Eriksen. Nielsen ne joue toutefois aucun match, restant sur le banc des remplaçants contre la Serbie le 29 mars 2022 (victoire 3-0 des Danois).

## Palmarès
|  |  | Esbjerg fB - Coupe du Danemark (1) : - Vainqueur : 2013 |  | Union Saint-Gilloise - Championnat de Belgique de deuxième division (1) : - Vainqueur : 2021 |  | Club Bruges KV - Championnat de Belgique (1) : - Vainqueur : 2024 - Coupe de Belgique (1) : - Vainqueur : 2025 |